# Maria Berglin
Maria Elisa Berglin, född 1 juli 1960, är en svensk serieskapare, skribent, litteraturkritiker och konstnär. Tillsammans med maken Jan Berglin ger hon ut serien Berglins som bland annat publiceras i Svenska Dagbladet.
Maria Berglin belönades med Lidmanpriset 2007 och – tillsammans med Jan Berglin, medel ur Blandarens stipendiefond till Edward Sminks dåliga minne 2008. respektive Natur & Kulturs kulturpris 2013, också detta tillsammans med Jan. Hon tilldelades också utmärkelsen "Årets alumn", tillsammans med maken, av Uppsala Universitet 2014.